# هيلاري ر دبليو جونسون
هيلاري ر دبليو جونسون (بالإنجليزية: Hilary R. W. Johnson)‏ (و. 1837 – 1901 م) هو سياسي من ليبيريا ولد في مونروفيا.